# El color de la pasión
El color de la pasión – meksykańska telenowela Televisy z 2014 roku, której producentem jest Roberto Gómez Fernández. Jest to oryginalna historia licząca 122 odcinki. W rolach głównych występują: Esmeralda Pimentel i Erick Elías, zaś w rolę antagonistki wciela się Claudia Ramírez. Produkcja jest emitowana w Meksyku na kanale El Canal de las Estrellas o godzinie 18:15.

## Obsada
- Erick Elías - Marcelo
- Esmeralda Pimentel - Lucía Gaxiola Murillo
- Claudia Ramirez - Rebeca Murillo de Gaxiola
- Ximena Romo - Nora Gaxiola Murillo
- Eugenia Cauduro - Magdalena Murillo
- Helena Rojo - Milagros
- René Strickler - Alonso Gaxiola
- Mariano Palacios - Rodrigo
- Luis Fernando Peña - Ruperto
- Nuria Gil - Clara
- Pablo Valentín
- Arturo Vázquez
- Gloria Izaguirre
- Marcia Coutiño - Ligia
- Patricia Reyes Spíndola - Trinidad
- Luis Couturier - Don Nazario
- Moisés Arizmendi - Amador
- Angelina Peláez - Rafaela
- Eduardo España - Lalo
- Rodrigo Massa - Amador Zuñiga
- Ariadna Betzabé Domínguez
- Marco Antonio Silva
- Ilse Ikeda - Lety
- Mauricio Abularach - Sergio
- Claudio Roca - Mario
- Fernanda Arozqueta - Brigida
- Francisco Franco
- Rafael Inclán
- Juan Pablo Blanco
- Alfonso Dosal - Federico
- Ariadne Díaz - Adriana Murillo de Gaxiola
- Michelle Renaud - Rebeca Murillo (młoda)
- Ana Isabel Torre - Magdalena Murillo (młoda)
- Horacio Pancheri - Alonso Gaxiola (młody)